# Ut i världen
 Ut i världen (finska: Maailmalle) är en oljemålning av Maria Wiik från 1889.
I början av 1889 delade Maria Wiik en ateljé i Paris med Helene Schjerfbeck och Ada Thilén (1852–1933), samtidigt som hon en kortare tid studerade på Bouvets elevateljé för symbolisten Pierre Puvis de Chavannes. Hemma i Finland hade hon ägnat sin tid till porträttmåleri, och kunde i Frankrike arbeta friare, med naturstudier. Detta år var det den stora Världsutställningen i Paris 1889, och omkring den 1 juli reste hon och Helene Schjerfbeck till St. Ives i Cornwall i Storbritannien, där hon utförde en av sina mest betydande genremålningar, Ut i världen.
I slutet av 1989 återvände hon till Paris för en kort tid. Hon återvände mellan jul och nyår med tåg via Köln och Berlin.

## Målningen
Målningen är en genrebild, som föreställer en ung kvinna som häktar ihop sin enkla klänning och förbereder sig för att bege sig från sitt hem, medan i bakgrunden hennes mormor sitter vid ett bord med en uppslagen Bibel i knät och ett resignerat uttryck i ansiktet. Den unga kvinnan står i halvskugga mot fönstrets vita fördragna gardin. På ett litet bord med en vit duk står uppdukat en tekanna och bröd till en avskedsmåltid. Målningen är utförd med en dämpad färgskala och intresse för att åstadkomma en själfull stämning och visar hur Maria Wiik frigjort sig från det naturalistiska ljusmåleriet och närmat sig symbolismen.
Målningen ställdes ut på Finska Konstföreningens vårutställning på Ateneum 1891.
Maria Wiik belönades med en bronsmedalj för Ut i världen på Världsutställningen i Paris 1900.

## Proveniens
Målningen köptes av 1891 och finns på Ateneum i Helsingfors i Finland.